# آکیکو هاسگاوا
آکیکو هاسگاوا (انگلیسی: Akiko Hasegawa; April 14 – ) خواننده، و صداپیشگی در ژاپن اهل ژاپن بود.